# Фолбрук (аэропорт, Калифорния)
Местный аэродром Фолбрук (англ. Fallbrook Community Airpark), (FAA LID: L18) — государственный гражданский аэропорт, расположенный в 3,2 километрах к югу от делового центра города Фолбрук, округ Сан-Диего (Калифорния), США.
Аэропорт находится в собственности округа Сан-Диего и обслуживает главным образом рейсы авиации общего назначения.

## Операционная деятельность
Местный аэродром Фолбрук расположен на высоте 216 метров над уровнем моря и эксплуатирует одну взлётно-посадочную полосу:
- 18/36 размерами 658 х 18 метров с асфальтовым покрытием.